# Bólido
Um bólido é normalmente entendido como um meteoro excepcionalmente brilhante, mas o termo está sujeito a mais de uma definição, de acordo com o contexto. Pode referir-se a qualquer grande corpo formador de cratera ou a um que exploda na atmosfera. Pode ser sinônimo de bola de fogo, às vezes específico para aqueles com magnitude aparente de -14 ou mais brilhante.

## Definições
A palavra bólido (/ˈboʊlaɪd/; do italiano para o latim, do grego antigo βολίς (bolís) 'míssil') pode se referir a fenômenos um tanto diferentes, dependendo do contexto em que a palavra aparece, e os leitores podem precisar para fazer inferências para determinar qual significado é pretendido em uma publicação específica.
Um sentido refere-se a um meteoro extremamente brilhante, especialmente aquele que explode na atmosfera. Na astronomia, refere-se a uma bola de fogo tão brilhante quanto a lua cheia e geralmente é considerada sinônimo de bola de fogo. Em geologia, um bólido é um impactor muito grande.
Uma definição descreve um bólido como uma bola de fogo atingindo uma magnitude aparente de -14 ou mais brilhante, mais de duas vezes mais brilhante que a lua cheia. Outra definição descreve um bólido como qualquer grande corpo de impacto formador de cratera genérico cuja composição (por exemplo, se é um asteroide rochoso ou metálico, ou um cometa gelado) é desconhecida.
Um superbólido é um bólido que atinge uma magnitude aparente de -17 ou mais brilhante, que é aproximadamente 100 vezes mais brilhante que a lua cheia. Exemplos recentes de superbolídeos incluem o meteorito de Sutter's Mill na Califórnia, Estados Unidos e o meteoro de Tcheliabinsk na Rússia.

## Astronomia

Animação da entrada atmosférica de um bólido causando uma explosão aérea

A União Astronômica Internacional (IAU) não tem uma definição oficial de "bólido" e geralmente considera o termo sinônimo de bola de fogo, um meteoro mais brilhante que o normal; no entanto, o termo geralmente se aplica a bolas de fogo que atingem uma magnitude aparente de -14 ou mais brilhante. Os astrônomos tendem a usar o bólido para identificar uma bola de fogo excepcionalmente brilhante, particularmente uma que explode (às vezes chamada de bola de fogo detonante). Também pode ser usado para significar uma bola de fogo audível.

### Superbólido
Explosões aéreas de superbólido selecionadas:
- Evento de Tunguska (Rússia, 1908)
- Superbolido de Celebes Meridional de 2009 (Indonésia, 2009)
- Meteoro de Tcheliabinsk (Rússia, 2013)

## Geologia
Os geólogos usam o termo bólido de maneira diferente dos astrônomos. Em geologia, indica um impactor muito grande. Por exemplo, o Woods Hole Coastal and Marine Science Center do Serviço Geológico dos Estados Unidos usa bólido para qualquer grande corpo de impacto formador de cratera cuja origem e composição é desconhecida, como, por exemplo, se era um asteroide rochoso ou metálico, ou um menos denso, cometa gelado feito de voláteis, como água, amônia e metano.
O exemplo mais notável é o bólido que causou a cratera de Chicxulub há 66 milhões de anos. O consenso científico concorda que este evento levou diretamente à extinção de todos os dinossauros não-aviários, e é evidenciado por uma fina camada de irídio encontrada naquela camada geológica marcando o nível K-Pg.